# Brachyglenis
Brachyglenis is een geslacht van vlinders uit de familie van de prachtvlinders (Riodinidae), onderfamilie Riodininae.
Brachyglenis werd in 1862 voor het eerst wetenschappelijk beschreven door C. & R. Felder.

## Soorten
Brachyglenis omvat de volgende soorten:
- B. colaxes (Hewitson, 1870)
- B. dinora (H. Bates, 1866)
- B. dodona (Godman & Salvin, 1886)
- B. dodone (Godman & Salvin, 1886)
- B. drymo (Godman & Salvin, 1886)
- B. esthema C. & R. Felder, 1862
- B. trichroma (Seitz, 1920)